# Poder aquisitivo
Poder aquisitivo é a capacidade que uma pessoa ou população tem de adquirir bens e serviços. Têm maior poder aquisitivo aqueles que podem adquirir (mas não necessariamente adquirem) um valor maior em bens no mesmo lapso de tempo. A sua relação com os rendimentos monetários da pessoa/população é óbvia, mas a pessoa que adquire determinado valor em bens por meios não monetários (por exemplo, trocando estes bens por um serviço especializado, como o de um encanador) tem tanto poder aquisitivo quanto outra que os adquiriu com dinheiro.